# Łask
Łask (německy Lask) je město v Polsku v Lodžském vojvodství ve stejnojmenném okrese. Leží při řece Grabie, 30 km jihovýchodně od centra Lodži, 43 km severozápadně od Piotrkówa Trybunalského, 57 km severovýchodně od Wieluně. Roku 2022 zde žilo 16 191 obyvatel.

## Historie
Nejstarší zmínka o zdejší vsi zvané Łaz pochází z roku 1356. Roku 1422 získává městská práva od Vladislava II. Jagella. Roku 1517 zde vzniká gotický kostel. Roku 1749 město zasáhl ničivý požár. V 18. a 19. století zde vzniká velmi početná židovská komunita.
Během německé okupace za druhé světové války se zde v letech 1940–1942 nacházelo židovské ghetto.
Roku 1957 byl nedaleko města zprovozněn vojenský areál.

## Kultura
Nachází se zde muzeum historie města (Muzeum Historii Łasku) a kulturní dům.

## Partnerská města
- Dannenberg, Německo
- Lahojsk, Bělorusko